# مصباح الهدایه الی الخلافة و الولایة
مصباحُ الهِدایَة الی الخِلافَة و الوِلایَة یکی از آثار عرفان اسلامی در دوره متأخر است که سید روح‌الله خمینی آن را در سال ۱۳۴۹ هجری قمری (۱۳۰۹ هجری شمسی) و در سن ۲۹ سالگی به پایان رسانیده‌است. این اثر همراه با مقدمه بسط گونه و شرح گونه جلال‌الدین آشتیانی انتشار یافته‌است. ترجمه دیگری از این کتاب نیز در سال ۱۳۸۹ توسط حسین مستوفی منتشر گردید.

## نگارش
این اثر کتابی عرفانی است که سید روح الله خمینی در ۲۵ شوال ۱۳۴۹ قمری و در سن ۲۹ سالگی نگارش آن را پایان داده‌است. کتاب به زبان عربی نوشته شده‌است. آغاز کلام اين کتاب، در بيان حديثی منسوب به محمد پیامبر اسلام است که خطاب به خداوند می گوید: « نشناختم تو را آنچنان که حق شناختن توست، و نپرستیدیم تو را آنچنان که حق پرستيدن توست». اين کتاب با مقدمه جلال‌الدین آشتیانی، به چاپ رسیده است.

## موضوع
در این اثر، از مباحث توحید، علم الاسماء، مسائلی از قبیل بحث بدا، سرّ قدر، علم حق به اشیا پیش از کثرت، به طریقه حکما گفت وگو شده‌است.

## بخش‌ها
کتاب به دو بخش کلی با عنوان  مشکوه اول، شامل ۵۴ فصل و مشکوه دوم، با سر فصل‌هایی مانند :نور، مطلع و ... تقسیم‌بندی شده‌است. در بخش نخست از عیب مطلق، کثرت و وحدت، خلیفه الله، و حقیقت اسماء و صفات و خلافت محمدیه و ولایت علویه بحث شده‌است.
در بخش دوم، برخی از اسرار خلافت و ولایت، نبوت سر امانت الهی، شرح چند حدیث، صادر اول، حقیقت عقلیه، ارکان اربعه توحید و اسفار اربعه مطرح شده‌است.

## ترجمه
این کتاب توسط سید احمد فهری در ۲۲۲ صفحه ترجمه شده و تا کنون توسط انتشارات پیام آزادی بارها چاپ و منتشر گردیده است.